# المشاريح (مذيخرة)

تعديل مصدري - تعديل

المشاريح محلة تابعة لقرية الزاملية، التابعة لعزلة الزاملية بمديرية مذيخرة إحدى مديريات محافظة إب في الجمهورية اليمنية، بلغ تعداد سكانها 120 حسب تعداد اليمن لعام 2004.